# Discografia de Lena Meyer-Landrut
A discografia da cantora alemã Lena Meyer-Landrut consiste em cinco álbuns de estúdio, quinze singles, dois singles promocionais, um álbum de vídeo e quinze vídeos musicais.

## Álbuns

### Álbuns de estúdio
| Título                                                                                                   | Melhor posição nas tabelas musicais | Melhor posição nas tabelas musicais | Melhor posição nas tabelas musicais | Melhor posição nas tabelas musicais | Melhor posição nas tabelas musicais | Vendas      | Certificações |
| Título                                                                                                   | ALE                                 | SUI                                 | AUT                                 | NOR                                 | SUE                                 | Vendas      | Certificações |
| --- | ----------------------------------- | ----------------------------------- | ----------------------------------- | ----------------------------------- | ----------------------------------- | ----------- | ------------- |
| My Cassette Player Lançado: 7 de Maio de 2010 Gravadora: Universal Music Formato: CD, digital download   | 1                                   | 3                                   | 1                                   | 7                                   | 5                                   | - : 500.000 | - : 5× Ouro   |
| Good News Lançado: 8 de Fevereiro de 2011 Gravadora: Universal Music Formato: CD, digital download       | 1                                   | 15                                  | 7                                   | —                                   | —                                   | - : 200.000 | - : Platina   |
| Stardust Lançado: 12 de Outubro de 2012 Gravadora: Universal Music Formato: CD, digital download, vinyl  | 2                                   | 14                                  | 31                                  | —                                   | —                                   | - : 100.000 | - : Ouro      |
| Crystal Sky Lançado: 15 de Maio de 2015 Gravadora: Universal Music Formato: CD, digital download, vinyl  | 2                                   | 40                                  | 25                                  | —                                   | —                                   | - : 100.000 | - : Ouro      |
| Only Love, L Lançado: 5 de abril de 2019 Gravadora: Universal Music Formato: CD, digital download, vinyl | 2                                   | 14                                  | 4                                   | —                                   | —                                   | - : 96.000  |               |

### Álbuns de vídeo
| Título         | Detalhes |
| -------------- | --- |
| Good News Live | - Released: May 9, 2011 - Label: USFO, Universal Music - DVD recorded live April 15, 2011, Festhalle Frankfurt am Main |

## Singles

### Como artista principal
| Título                                                        | Ano  | Peak chart positions | Peak chart positions | Peak chart positions | Peak chart positions | Peak chart positions | Peak chart positions | Peak chart positions | Peak chart positions | Peak chart positions | Peak chart positions | Vendas                                                                      | Certificações                                                         | Álbum              |
| Título                                                        | Ano  | GER                  | AUT                  | BEL (FL)             | DEN                  | FIN                  | NLD                  | NOR                  | SWE                  | SWI                  | UK                   | Vendas                                                                      | Certificações                                                         | Álbum              |
| ------------------------------------------------------------- | ---- | -------------------- | -------------------- | -------------------- | -------------------- | -------------------- | -------------------- | -------------------- | -------------------- | -------------------- | -------------------- | --------------------------------------------------------------------------- | --------------------------------------------------------------------- | ------------------ |
| "Satellite"                                                   | 2010 | 1                    | 2                    | 4                    | 1                    | 1                    | 5                    | 1                    | 1                    | 1                    | 30                   | - Germany: 600,000 - Denmark: 30,000 - Switzerland: 30,000 - Sweden: 10,000 | - BVMI: 2× Platinum - GLF: Gold - IFPI DEN: Gold - IFPI SWI: Platinum | My Cassette Player |
| "Touch a New Day"                                             | 2010 | 13                   | 26                   | —                    | —                    | —                    | —                    | —                    | —                    | —                    | —                    |                                                                             |                                                                       | My Cassette Player |
| "Taken by a Stranger"                                         | 2011 | 2                    | 18                   | —[A]                 | —                    | —                    | 92                   | —                    | —                    | 29                   | 117                  |                                                                             |                                                                       | Good News          |
| What a Man"                                                   | 2011 | 21                   | —                    | —                    | —                    | —                    | —                    | —                    | —                    | —                    | —                    |                                                                             |                                                                       | Good News          |
| "Stardust"                                                    | 2012 | 2                    | 14                   | —                    | —                    | —                    | —                    | —                    | —                    | 74                   | —                    | - Germany: 150,000                                                          | - BVMI: Gold                                                          | Stardust           |
| "Neon (Lonely People)"                                        | 2013 | 38                   | —                    | —                    | —                    | —                    | —                    | —                    | —                    | —                    | —                    |                                                                             |                                                                       | Stardust           |
| "Mr. Arrow Key"                                               | 2013 | 46                   | —                    | —                    | —                    | —                    | —                    | —                    | —                    | —                    | —                    |                                                                             |                                                                       | Stardust           |
| "Traffic Lights"                                              | 2015 | 14                   | 48                   | —[B]                 | —                    | —                    | —                    | —                    | —                    | —                    | —                    | - Germany: 200,000                                                          | - BVMI: Gold                                                          | Crystal Sky        |
| "Wild & Free"                                                 | 2015 | 8                    | 21                   | —                    | —                    | —                    | —                    | —                    | —                    | 37                   | —                    | - Germany: 200,000                                                          | - BVMI: Gold                                                          | Crystal Sky        |
| "Beat to My Melody"                                           | 2016 | —                    | —                    | —                    | —                    | —                    | —                    | —                    | —                    | —                    | —                    |                                                                             |                                                                       | Crystal Sky        |
| "Lost in You"                                                 | 2017 | 58                   | 72                   | —                    | —                    | —                    | —                    | —                    | —                    | —                    | —                    |                                                                             |                                                                       | non-album single   |
| "If I Wasn't Your Daughter"                                   | 2017 | 35                   | 54                   | —                    | —                    | —                    | —                    | —                    | —                    | 31                   | —                    |                                                                             |                                                                       | Only Love, L       |
| "Thank You"                                                   | 2018 | 40                   | 50                   | —                    | —                    | —                    | —                    | —                    | —                    | —                    | —                    |                                                                             |                                                                       | Only Love, L       |
| "Don't Lie to Me"                                             | 2019 | 30                   | 60                   | —                    | —                    | —                    | —                    | —                    | —                    | —                    | —                    |                                                                             |                                                                       | Only Love, L       |
| "—" denotes releases that did not chart or were not released. |      |                      |                      |                      |                      |                      |                      |                      |                      |                      |                      |                                                                             |                                                                       |                    |

### Singlespromocionais
| Title                                 | Year | Peak chart positions | Peak chart positions | Peak chart positions | Album              |
| Title                                 | Year | GER                  | AUT                  | SWI                  | Album              |
| ------------------------------------- | ---- | -------------------- | -------------------- | -------------------- | ------------------ |
| "Bee"                                 | 2010 | 3                    | 26                   | 27                   | My Cassette Player |
| "Love Me"                             | 2010 | 4                    | 28                   | 39                   | My Cassette Player |
| "Sex in the Morning" (featuring Ramz) | 2019 | —                    | —                    | —                    | Only Love, L       |